# رامون فيلافيردي
رامون فيلافيردي (بالإسبانية: Ramón Alberto Villaverde) كان لاعب كرة قدم أوروغوياني كان يلعب كمهاجم.

## المسيرة الاحترافية

### أندية لعب لها
- ديبورتيفو لوس ميلوناريوس
- نادي برشلونة
- راسينغ سانتاندير

## روابط خارجية
- رامون فيلافيردي على موقع قاعدة بيانات كرة القدم.إي يو (الإنجليزية)
- رامون فيلافيردي على موقع عالم كرة القدم.نت (الإنجليزية)